# Livgrenadjärregementet
Livgrenadjärregementet – jeden z pułków piechoty szwedzkiej, które historia z przerwami liczyła ponad 200 lat. Istniał w latach 1791–1816 oraz 1928–1997.

## Symbole i garnizon
Motto pułku brzmiało: Si vis pacem para bellum ("Om du vill ha fred, förbered krig"). Jego barwami były: biały i czerwony.
Pod koniec istnienia stacjonował w Linköping.